# Mario Tennis
Mario Tennis est une série de jeux vidéo de tennis éditée par Nintendo. Elle a commencé en 1995 sur Virtual Boy avec le titre Mario's Tennis. Dans la veine des jeux de sport Super Mario, elle met en scène Mario et ses amis dans des compétitions de tennis. Depuis Mario Tennis sur Nintendo 64, les épisodes de la série sont développés par Camelot Software Planning.

## Historique
| 1995 | Mario's Tennis            |
| 1996 |                           |
| 1997 |                           |
| 1998 |                           |
| 1999 |                           |
| 2000 | Mario Tennis              |
| 2001 |                           |
| 2002 |                           |
| 2003 |                           |
| 2004 | Mario Power Tennis        |
| 2005 | Mario Tennis: Power Tour  |
| 2006 |                           |
| 2007 |                           |
| 2008 |                           |
| 2009 |                           |
| 2010 |                           |
| 2011 |                           |
| 2012 | Mario Tennis Open         |
| 2013 |                           |
| 2014 |                           |
| 2015 | Mario Tennis: Ultra Smash |
| 2016 |                           |
| 2017 | Mario Sports Superstars   |
| 2018 | Mario Tennis Aces         |

Depuis 1995, Nintendo a développé la série Mario Tennis sur ses principales consoles de jeux, et recense une dizaine d'épisodes. Parmi les modifications effectuées entre chaque épisode, les plus remarquées sont surtout sur les graphismes et la jouabilité qui s'améliorent et s'adaptent selon la console.

### Série principale
La série principale est composée de sept titres, dont un, Mario Power Tennis, est réapparu sur Wii avec de nouvelles commandes intuitives adaptées aux télécommandes Wii.
- 1995 : Mario's Tennis (Virtual Boy)
- 2000 : Mario Tennis (Nintendo 64 et Game Boy Color)
- 2004 : Mario Power Tennis (GameCube)
- 2005 : Mario Tennis: Power Tour (Game Boy Advance)
- 2009 : Mario Power Tennis (Wii, Nouvelle Façon de jouer !)
- 2012 : Mario Tennis Open (Nintendo 3DS)
- 2015 : Mario Tennis: Ultra Smash (Wii U)
- 2018 : Mario Tennis Aces (Nintendo Switch)

### Épisodes dérivés
Bien que ne faisant pas directement partie de la série principale, ces épisodes proposent un mode de jeu de tennis dont la manière de jouer est similaire aux jeux de la série Mario Tennis.
- 2017 : Mario Sports Superstars (Nintendo 3DS)

## Personnages
Différents personnages sont jouables selon les épisodes. Au fil de ceux-ci, le nombre de personnages augmente et certains font leur première apparition au sein de la série. De ce fait, la série Mario Tennis compte une quarantaine de personnages jouables.
Les personnages sont répartis selon six catégories influençant leurs statistiques et leur jouabilité. Ainsi, un personnage complet dispose de statistiques plutôt équilibrées, alors qu'un type technique a tendance à mieux envoyer les balles dans les coins du court. De même, le type défense voit ses réceptions de balles facilitées, tandis qu'un type puissance peut envoyer des coups rapides au détriment de sa vitesse. Enfin, un type ruse envoie des balles dont la trajectoire est incurvée, rendant ainsi sa direction plus aléatoire, et un type vitesse bénéficie d'une excellente vitesse de déplacement sur le terrain.
| Personnage        | Mario's Tennis | Mario Tennis | Mario Tennis | Mario Power Tennis | Mario Tennis: Power Tour | Mario Tennis Open | Mario Tennis: Ultra Smash | Mario Tennis Aces |
| Personnage        | Mario's Tennis | N64          | GBC          | Mario Power Tennis | Mario Tennis: Power Tour | Mario Tennis Open | Mario Tennis: Ultra Smash | Mario Tennis Aces |
| ----------------- | -------------- | ------------ | ------------ | ------------------ | ------------------------ | ----------------- | ------------------------- | ----------------- |
| Mario             | Oui            | Oui          | Oui          | Oui                | Oui                      | Oui               | Oui                       | Oui               |
| Luigi             | Oui            | Oui          | Oui          | Oui                | Oui                      | Oui               | Oui                       | Oui               |
| Peach             | Oui            | Oui          | Oui          | Oui                | Oui                      | Oui               | Oui                       | Oui               |
| Yoshi             | Oui            | Oui          | Oui          | Oui                | Non                      | [ Note 1 ]        | Oui                       | Oui               |
| Toad              | Oui            | Oui          | Non          | Non                | Non                      | Non               | Oui                       | Oui               |
| Donkey Kong Jr.   | Oui            | Oui          | Non          | Non                | Non                      | Non               | Non                       | Non               |
| Koopa             | Oui            | Non          | Non          | Oui                | Non                      | Non               | Non                       | [ Note 2 ]        |
| Donkey Kong       | Non            | Oui          | Oui          | Oui                | Oui                      | Oui               | Oui                       | Oui               |
| Bowser            | Non            | Oui          | Oui          | Oui                | Oui                      | Oui               | Oui                       | Oui               |
| Waluigi           | Non            | Oui          | Oui          | Oui                | Oui                      | Oui               | Oui                       | Oui               |
| Wario             | Non            | Oui          | Oui          | Oui                | Non                      | Oui               | Oui                       | Oui               |
| Bébé Mario        | Non            | Oui          | Oui          | Non                | Non                      | Oui               | Non                       | Non               |
| Daisy             | Non            | Oui          | Non          | Oui                | Non                      | Oui               | Oui                       | Oui               |
| Boo               | Non            | Oui          | Non          | Oui                | Non                      | Oui               | Oui                       | Oui               |
| Maskass           | Non            | Oui          | Non          | Oui                | Non                      | Non               | Non                       | [ Note 2 ]        |
| Paratroopa        | Non            | Oui          | Non          | Oui                | Non                      | Non               | Non                       | [ Note 2 ]        |
| Birdo             | Non            | Oui          | Non          | Non                | Non                      | Non               | Non                       | [ Note 2 ]        |
| Bowser Jr.        | Non            | Non          | Non          | Oui                | Non                      | Oui               | Oui                       | Oui               |
| Diddy Kong        | Non            | Non          | Non          | Oui                | Non                      | Oui               | Non                       | [ Note 2 ]        |
| Flora Piranha     | Non            | Non          | Non          | Oui                | Non                      | Non               | Non                       | [ Note 2 ]        |
| Wiggler           | Non            | Non          | Non          | Oui                | Non                      | Non               | Non                       | Non               |
| Hélico Maskass    | Non            | Non          | Non          | Oui                | Non                      | Non               | Non                       | Non               |
| Bowser Skelet     | Non            | Non          | Non          | Non                | Non                      | Oui               | Oui                       | [ Note 2 ]        |
| Luma              | Non            | Non          | Non          | Non                | Non                      | Oui               | Non                       | [ Note 2 ]        |
| Bébé Peach        | Non            | Non          | Non          | Non                | Non                      | Oui               | Non                       | Non               |
| Mii               | Non            | Non          | Non          | Non                | Non                      | Oui               | Non                       | Non               |
| Mario de métal    | Non            | Non          | Non          | Non                | Non                      | [ Note 3 ]        | Non                       | Non               |
| Harmonie          | Non            | Non          | Non          | Non                | Non                      | Non               | Oui                       | Oui               |
| Toadette          | Non            | Non          | Non          | Non                | Non                      | Non               | Oui                       | Oui               |
| Princesse Libella | Non            | Non          | Non          | Non                | Non                      | Non               | Oui                       | Non               |
| Spike             | Non            | Non          | Non          | Non                | Non                      | Non               | Non                       | Oui               |
| Chomp             | Non            | Non          | Non          | Non                | Non                      | Non               | Non                       | Oui               |
| Bloups            | Non            | Non          | Non          | Non                | Non                      | Non               | Non                       | [ Note 2 ]        |
| Boum Boum         | Non            | Non          | Non          | Non                | Non                      | Non               | Non                       | [ Note 2 ]        |
| Pauline           | Non            | Non          | Non          | Non                | Non                      | Non               | Non                       | [ Note 2 ]        |
| Kamek             | Non            | Non          | Non          | Non                | Non                      | Non               | Non                       | [ Note 2 ]        |
| Skelerex          | Non            | Non          | Non          | Non                | Non                      | Non               | Non                       | [ Note 2 ]        |
| Pyro Piranha      | Non            | Non          | Non          | Non                | Non                      | Non               | Non                       | [ Note 2 ]        |
| Total             | 7              | 16           | 9            | 18                 | 6                        | 18                | 16                        | 30                |